# Исянбаев, Мазгар Насипович
Мазгар Насипович Исянбаев (15 сентября 1936, Иткулово 2-е, Башкирская АССР — 11 января 2025, Уфа) — экономист, доктор экономических наук, профессор (1989), заслуженный деятель науки Республики Башкортостан, заслуженный деятель науки Российской Федерации, академик Академии наук Республики Башкортостан с 2002 года.

## Биография
Исянбаев Мазгар Насипович родился 15 сентября 1936 года в деревне Второе Иткулово Баймакского района Башкирской АССР. Отец, Исянбаев Насибулла Махмутович, погиб на фронте. Старший брат Лукман в 18 лет погиб при освобождении города Приекуле в Латвии.
В 1955 году Мазгар Насипович с отличием окончил Темясовское педагогическое училище. В 1956 году поступил и в 1961 году с отличием окончил Башкирский государственный университет (ныне Уфимский университет науки и технологий). Женился на пятом курсе университета, а после его окончания вместе с женой Фавзилей Лутфурахмановной он уехал в Баймак на работу преподавателем в средней школе № 1.
С 1963 года работал в отделе экономических исследований Башкирского филиала АН СССР (Институт социально-экономических исследований Уфимского научного центра РАН).
В 1971 году избран старшим научным сотрудником, в 1973 году — заведующим сектором эффективности общественного производства ОЭИ БФАН СССР. В 1977—1981 и 1987—1990 одновременно работал заместителем заведующего отделом экономических исследований БФАН СССР по науке.
В 1987 году защитил докторскую диссертацию.
В 1990—1997 годах М. Н. Исянбаев работал заведующим отделом социально-экономических проблем Президиума Верховного Совета и Государственного Собрания Республики Башкортостан по экономическим вопросам. С 1998 года он работал в Институте социально-экономических исследований Уфимского научного центра РАН заведующим отделом и сектором проблем региональной экономики.
Умер 11 января 2025 года в Уфе в возрасте 88 лет.

### Семья
Жена Фавзилей Лутфурахмановна, дочь Альфия (1964 г.р.) — студентка экономического факультета; две внучки.

## Научная деятельность
С 1989 года — профессор, С 1991 года — член-корреспондент Академии наук Республики Башкортостан. Академик Российской инженерной академии (1993 г.), академик Российской академии естественных наук (1994 г.), академик Академии наук Республики Башкортостан (2002 г.).
Основные направления исследований:
- теория и методология региональной экономики.

Усовершенствовал методологические основы формирования хозяйственных комплексов республик в составе Российской Федерации как региональных подсистем единого народнохозяйственного комплекса страны в условиях перехода экономики на рыночные отношения. Его труды были использованы Советом Министров СССР, СОПС при Госплане СССР, ЦЭНИИ при Госплане РСФСР, отраслевыми научно-исследовательскими и проектными институтами, научными Советами АН СССР, плановыми и хозяйственными организациями используются органами государственного управления Республики Башкортостан.
Является членом специализированного совета по присуждению учёных степеней доктора и кандидата экономических наук при Уфимском научном центре РАН, членом редакционной коллегии и научно-методического Совета энциклопедии «Башкортостан», членом редакционной коллегии научно-гуманитарного и общественно-политического журнала АН РБ «Ядкар».
Автор более 190 научных работ, в том числе 50 монографий.

### Избранные труды
- Дорогой науки. — Уфа: Гилем, 2005.
- Методологические основы формирования и функционирования хозяйственных комплексов республик. — Уфа, 1992.
- Формирование лесного комплекса и охраны лесосырьевых ресурсов. — Уфа, 1992.
- Научные основы управления экономическим и социальным развитием Республики Башкортостан в условиях перехода к рыночным отношениям. — Уфа, 1998.
- Развитие реформы и становление новых экономических отношений в Республике Башкортостан. — Уфа, 2000.

## Звания и награды
- Заслуженный деятель науки Республики Башкортостан.
- Заслуженный деятель науки Российской Федерации.
- Награждён Почётными грамотами Академии наук СССР, Кабинета Министров Республики Башкортостан, Президиума Башкирского филиала АН СССР, Общества «Знание» Российской Федерации.
- Академик Российской инженерной академии (1993), Российской академии естественных наук (1994), Академии наук Республики Башкортостан (2002).